# Zinksulfide
Zinksulfide is een anorganische verbinding van zink en zwavel, met als brutoformule ZnS. Het is een wit tot geel kristallijn poeder. Het komt in de natuur voor als de mineralen zinkblende (sfaleriet) en wurtziet. Het heeft een kubisch vlakgecentreerde (zinkblende) of een hexagonale kristalstructuur (wurtziet) en bevat twee ionen per structuureenheid.

## Synthese
Zinksulfide kan bereid worden door zink en zwavel met elkaar te laten reageren, of door waterstofsulfide of ammoniumsulfide met een goed oplosbaar zout van zink (zoals zinkchloride of zinknitraat) te laten reageren. Het vrijwel onoplosbare zinksulfide slaat dan neer en kan uit de oplossing gefilterd worden.
{\displaystyle {\ce {S + Zn -> ZnS}}}
{\displaystyle {\ce {H2S + ZnCl2 -> ZnS v +2 HCl}}}

## Toepassingen
Onzuiver zinksulfide is fosforiserend en luminiscerend en wordt in beeldschermen gebruikt. Tevens wordt het met bariumsulfaat als het wit pigment lithopoon ingezet, bijvoorbeeld als vulstof in papier of coatings. Het wordt ook ingezet als vlamvertrager.
Zinksulfide in verf zorgt voor een goede vernetting van het te verven oppervlak, een goede elasticiteit van de verf en een relatief hoge dekking.